# Нандрен
Нандре́н (фр. и валлон. Nandrin) — коммуна в Валлонии, расположенная в провинции Льеж, округ Юи. Принадлежит Французскому языковому сообществу Бельгии. На площади 35,90 км² проживают 5539 человек (плотность населения — 154 чел./км²), из которых 49,30 % — мужчины и 50,70 % — женщины. Средний годовой доход на душу населения в 2003 году составлял 14 570 евро.
Почтовый код: 4550. Телефонные коды: 04, 085.